# Okerbrauwdistelstaart
De okerbrauwdistelstaart (Asthenes coryi; synoniem: Schizoeaca coryi) is een zangvogel uit de familie Furnariidae (ovenvogels). Deze vogel is genoemd naar de Amerikaanse ornitholoog Charles Barney Cory.

## Verspreiding en leefgebied
Deze soort is endemisch in westelijk Venezuela.

## Status
De grootte van de populatie is niet gekwantificeerd maar de soort wordt omschreven als vrij algemeen. Op de Rode lijst van de IUCN heeft deze soort de status niet bedreigd.